# エトワール (印刷)
株式会社エトワール（Etoile.CO.,LTD.）は、カレンダーをはじめとする季節商品の企画・開発を行う企業。エンスカイ・天田印刷加工と共に、あまだグループに属していた。

## 沿革
- 1970年10月1日 - 会社設立